# Willem-Alexander
Willem-Alexander (hrvatski: Vilim Aleksandar), punim imenom Willem-Alexander Claus George Ferdinand van Oranje-Nassau (Utrecht, 27. travnja 1967.), kralj je Kraljevine Nizozemske. Na prijestolje je stupio 30. travnja 2013. nakon abdikacije svoje majke Beatrix.

## Djetinjstvo
Rođen kao najstariji sin princeze Beatrix od Nizozemske i njena muža Clausa van Amsberga. Ima dvojicu braće Johana Frisa (1968. – 2013.) i Constantijna (1969.).

## Obiteljski život
Njegova žena je Argentinka Maxima Zorreguieta Cerruti, koju je upoznao u Sevilli u travnju 1999. Zaruke mladog para dogodile su 30.03.2001., te vjenčanje 2. veljače 2002. Problem u cijeloj priči bio je u tome što je njen otac Jorge Zorreguieta bio ministar u Argentini za vrijeme vojne hunte 1980-tih u kojoj je nestalo ili ubijeno 10 do 30 tisuća ljudi. Parlament je dao dopuštenje za brak, ali se njezin otac nije smio pojaviti na vjenčanju; kao potpora svome mužu nije se ni njezina majka pojavila.
Prvo dijete, kćer Catharina-Amalia, rođena je 7. prosinca 2003., u Haagu, što je pozdravljeno sa 101 tradicionalnim pucnjem na četiri krajnje točke Nizozemske, te na Nizozemskim Antilima. Princeza Amalia je prva u susekciji za tron. Par ima još dvije kćeri: Alexiju (26.06.2005.) i Ariane (10.04.2007.)